# Compagnie française de mines et métaux
La Compagnie française de mines et métaux (CFMM) est une filiale d'Areva NC dont les activités sont liées au holding et au commerce de gros (commerce interentreprises) d'or et d'uranium. Le PDG actuel de cette société fondée en 1973 est Sébastien Bernard de Montessus de Ballore.

## Histoire
Cette société était antérieurement nommée Total compagnie minière francais et appartenait au groupe Total.
En 2000, la Compagnie française de mines et métaux — alors filiale de la Cogema, a acquis la Compagnie minière Or (COMINOR), filiale du Bureau de recherches géologiques et minières (BRGM). Actuellement, COMINOR est une société holding qui détient des participations dans trois sociétés productrices d'or en Afrique : la Ariab Mining Company (AMC), la Compagnie Minière d'Afrique (CMA) et la Société des Mines d'Ity (SMI).
En 2006, CFMM acquiert plus de 60 % des actions ordinaires en circulation de La Mancha. En 2012, cette participation dans La Plancha est cédée à Weather II Investments.
CFMM détient aussi la holding australienne Areva Australia Pty Ltd, ainsi qu'environ 25 % des parts de la Société des mines de l'Aïr (SOMAÏR) à Arlit au Niger.
En février 2014, le gouvernement français annonce un investissement entre 200 et 400 millions d'euros dans la renaissance d'une compagnie nationale des mines, de concert avec l'Agence des participations de l'État (APE) et le BRGM. Cet investissement permet à l'État de jouer un rôle décisionnel plus important dans ce secteur économique.